# Dirk van Hogendorp (1797-1845)

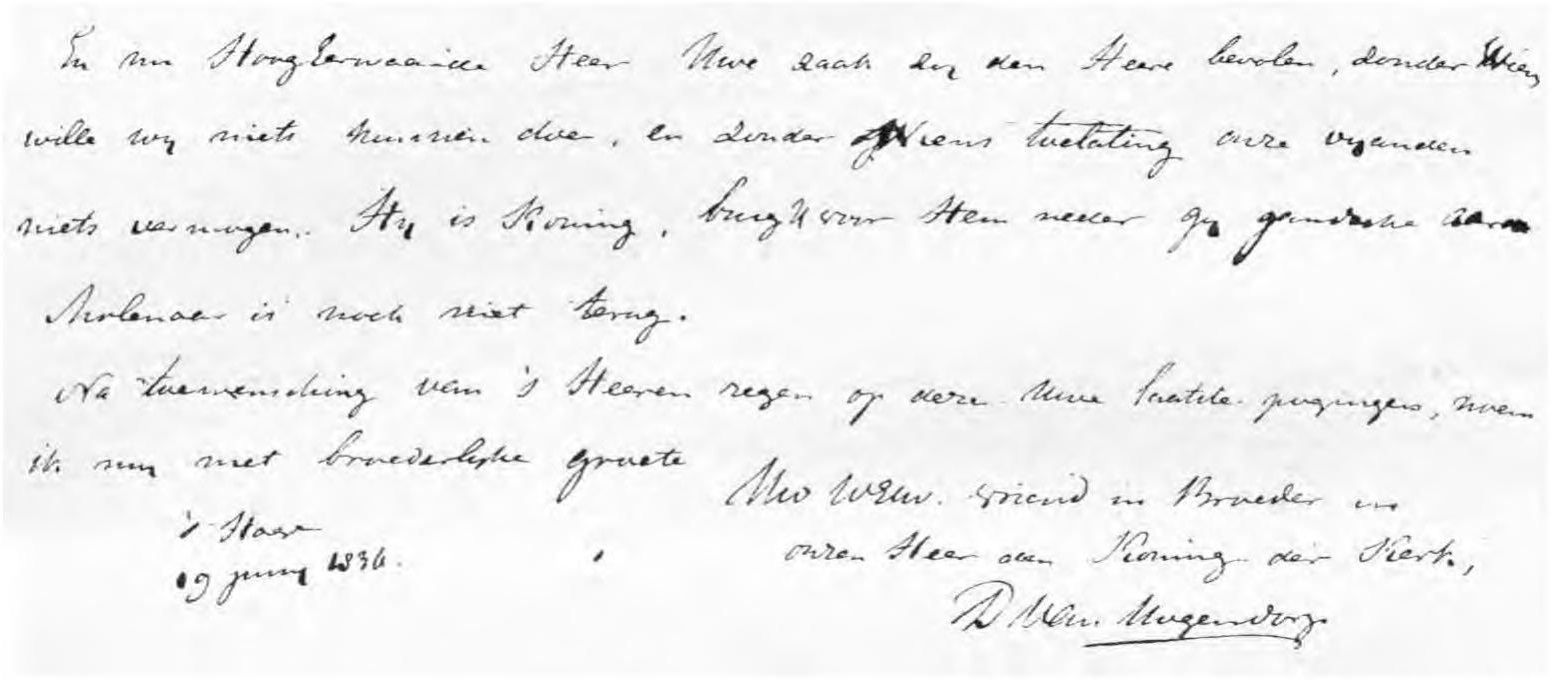
Handschrift van Van Hogendorp. in: G. Keizer (1934) De Afscheiding van 1834. Kampen: J.H. Kok, [plaat 1].

 Dirk graaf van Hogendorp (Amsterdam, 18 december 1797 – Den Haag, 18 maart 1845), zoon van Gijsbert Karel van Hogendorp, neef van Dirk van Hogendorp, was een Nederlands jurist. Hij stamde uit het geslacht Van Hogendorp.

## Biografie
Van Hogendorp studeerde rechten te Leiden. Hij promoveerde aldaar in 1822 tot doctor 'in beide rechten' (Doctor iuris utriusque). Tijdens zijn studie raakte hij onder invloed van Willem Bilderdijk. In 1830 werd van Hogendorp substituut-officier bij de rechtbank te Amsterdam. Later werd hij raadsheer in het Provinciaal Gerechtshof van Zuid-Holland. In datzelfde jaar huwde hij zijn volle nicht jkvr. Marianne Catherine van Hogendorp (1805-1878). Zij kregen diverse kinderen onder wie jkvr. Marianne van Hogendorp (1834-1909) en jkvr. Anna van Hogendorp (1841-1915), beiden feministes en voorvechters van het vrouwenkiesrecht.
In de zomer van 1823 maakte Dirk van Hogendorp samen met zijn vriend Jacob van Lennep een voetreis door Nederland. Beiden hielden van deze tocht dagboeken bij.
Van Hogendorp leefde voortdurend in de schaduw van zijn vader, de grondlegger van de eerste Nederlandse Grondwet.

## Nalatenschap
Het archief van Van Hogendorp betreffende Het Réveil is opgenomen in de Catalogus Kluit 1955 van de bibliotheek van de Universiteit van Amsterdam.
Van Lenneps dagboek is tweemaal  gepubliceerd en over de door hen gemaakte voetreis verscheen in 2000 de televisie-serie De Zomer van 1823.